# تپه میانگران ۲
تپه میانگران ۲ مربوط به دوره اشکانیان است و در شهرستان ایذه، بخش مرکزی، دهستان حومه غربی، روستای میانگران علیا واقع شده و این اثر در تاریخ ۲۶ اسفند ۱۳۸۷ با شمارهٔ ثبت ۲۵۹۹۶ به‌عنوان یکی از آثار ملی ایران به ثبت رسیده است.